# La Luna (Sarah Brightman)
La Luna è il settimo album in studio della cantante britannica Sarah Brightman, pubblicato nel 2000.

## Tracce
1. This Love – 6:19
2. Scarborough Fair – 4:12
3. Figlio Perduto – 4:36
4. La Califfa – 3:05
5. Here with Me – 5:12
6. Serenade – 2:55
7. How Fair This Spot – 2:09
8. Hijo de la Luna – 4:29
9. She Doesn't See Him – 4:28
10. Solo Con Te – 3:05
11. Gloomy Sunday – 3:47
12. La Luna – 5:01
13. First of May (Live – Encore Track) – 3:03